# Flugplatz La Côte

i7
i11
i13
Der Flugplatz La Côte ist ein privater Flugplatz in Prangins im Schweizer Kanton Waadt. Er wird durch die Aviation Service S.A. betrieben.

## Lage
Der Flugplatz liegt etwa 1,5 km nordöstlich von Prangins und etwa 25 km nordöstlich von Genf. Das Flugplatzgelände liegt auf dem Gebiet der politischen Gemeinde Prangins. Naturräumlich liegt der Flugplatz am Nordwestufer des Genfersees.

## Flugbetrieb
Am Flugplatz La Côte findet Flugbetrieb mit Ultraleicht- und Motorflugzeugen statt. Der Flugplatz verfügt über eine 560 m lange Start- und Landebahn aus Gras. Nicht am Platz stationierte Flugzeuge benötigen eine Genehmigung des Platzhalters (PPR), um in La Côte landen zu können. Der Flugplatz verfügt über eine Tankstelle für AvGas 100LL. Am Flugplatz ist der Aéro-Club de La Côte beheimatet.

## Geschichte
Der Aéro-Club de La Côte ist ein Regionalverband des Aero-Clubs der Schweiz. Er wurde am 7. Mai 1948 gegründet. Der Flugplatz La Côte wurde am 24. Juni 1950 eingeweiht.